# Ischnura fountaineae
Ischnura fountaineae – gatunek ważki z rodziny łątkowatych (Coenagrionidae). Występuje od Azji Środkowej (Kazachstan, Turkmenistan, Tadżykistan) przez Bliski Wschód po północną Afrykę – aż po Maroko na zachodzie.